# Danilo Luiz da Silva
Danilo Luiz da Silva (znan kot Danilo), brazilski nogometaš, * 15. julij 1991, Bicas, Brazilija.
Danilo trenutno igra za Juventus in Brazilsko nogometno reprezentanco, s katero je na olimpijskih igrah v Londonu leta 2012 osvojil srebrno medaljo.